# Pecunia non olet

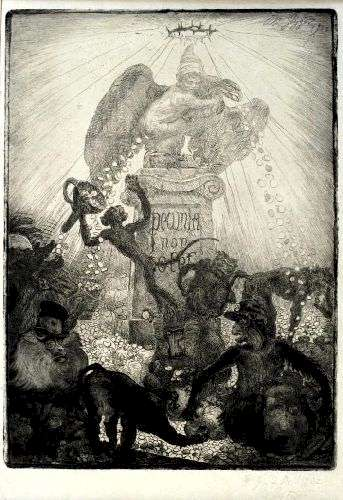
Pecunia non olet – Radierung von Ernst Moritz Geyger

Pecunia non olet („Geld stinkt nicht“) ist eine lateinische Redewendung.
Die Redewendung geht zurück auf den römischen Kaiser Vespasian. Im alten Rom wurde Urin, insbesondere „gefaulter“, aus dem sich alkalisches Ammoniak bildet, als Mittel für die Ledergerbung und die Wäschereinigung eingesetzt. So wurden in Rom an belebten Straßen amphorenartige Latrinen aufgestellt, um den Urin einzusammeln, der von den Gerbern und Wäschern benötigt wurde.
Um die leeren Staatskassen zu füllen, erhob Kaiser Vespasian auf diese öffentlichen Toiletten eine spezielle Latrinensteuer. Sueton überliefert, dass Vespasian die Steuer vor seinem Sohn Titus rechtfertigte, indem er ihm Geld aus den ersten Einnahmen unter die Nase gehalten und gefragt habe, ob der Geruch ihn störe (pecuniam ex prima pensione admovit ad nares, sciscitans, num odore offenderetur). Als dieser verneinte, habe Vespasian gesagt: Atqui e lotio est („Und doch ist es vom Urin“). Im Laufe der Zeit wurde daraus die Redewendung Pecunia non olet, „Geld stinkt nicht“.
Die Redewendung hat sich bis heute gehalten, um den Besitz oder Erwerb von Geld aus unsauberen Einnahmequellen zu rechtfertigen. Die öffentlichen Toiletten in Paris heißen noch heute Vespasienne. Auch in Italien werden die öffentlichen Toiletten Vespasiani genannt.
In Deutschland erregte 2002 die „Pecunia-non-olet-Affäre“ in Hildesheim bundesweite Aufmerksamkeit.
2005 brachte Goldsieber ein gleichnamiges Gesellschaftsspiel heraus, das aber die hier gemeinten Amphoren mit wasserführenden Latrinen verwechselt, in denen kein Urin gesammelt werden konnte.